# 廃水

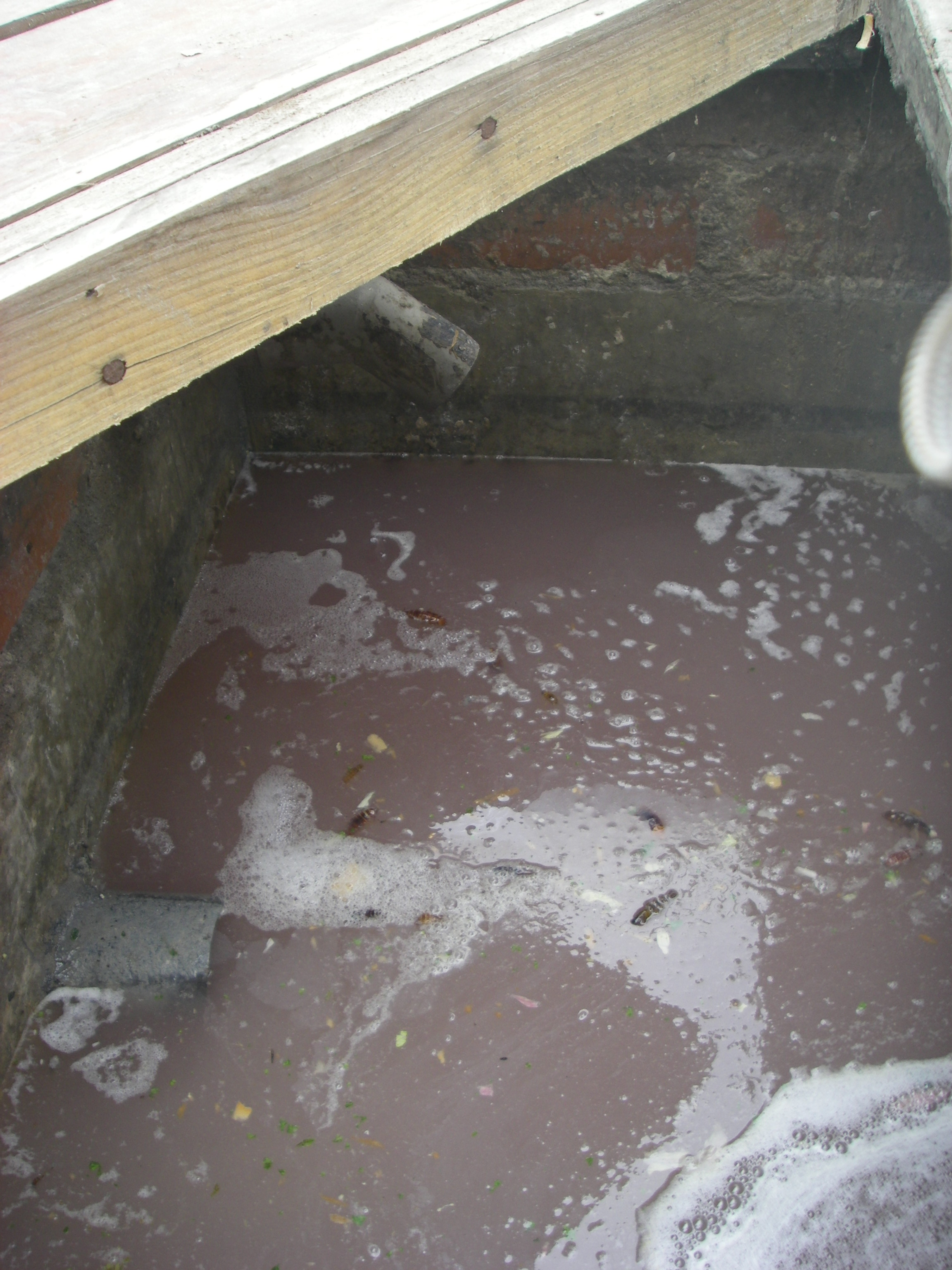
沈殿タンク内の雑排水（廃水の一種）

廃水（はいすい、英語:wastewater）とは、人が使うことで汚されたあらゆる水である。廃水は「家庭生活、工業・商業・農業活動でそれぞれ使用された水、表面流水や雨水、及びあらゆる下水管への流入水や浸入水」である。従って廃水は、家庭生活、工業・ 商業・農業活動の副産物である。廃水の性質は、その出処により異なっている。廃水の種類には、家庭からの生活廃水、地域社会からの都市廃水（汚水とも呼ばれる）、及び工業廃水がある。廃水は、物質的・化学的・生物的な汚染物を含みうる。
家庭では、水洗トイレや、洗面器、食器洗い機、洗濯機、浴槽、シャワーから廃水が出る。乾式便所を使っている家庭は、水洗トイレを使っているところよりも廃水の出が少ない。
廃水は、汚水のみを流す汚水管で運び去られうる。また廃水は、雨水流水と汚水の両方、ことによれば工業廃水をも流す合流管で排除される。廃水処理場で処理された廃水（処理水とも）は、受水域に放流される。処理された廃水が別の目的に使われる場合は、「廃水再利用」と「水再生」の語が用いられる。適切な処理をせずに環境に放出された廃水は、水質汚染を引き起こしうる。
開発途上国や人口密度の低い農村地域では、廃水が種々の戸別の衛生設備で処理され、下水管に流されないことが多い。これらの設備には、排水地に繋がった腐敗槽、戸別下水設備、ミミズ濾過装置などがある。